# Артури Илмари Виртанен
Артури Илмари Виртанен (фин. Artturi Ilmari Virtanen; 15. јануар 1895 — 11. новембар 1973) био је фински хемичар и добитник Нобелове награде за хемију 1945. године „за своја истраживања и проналаске у пољопривреди и нутриционистичкој хемији, посебно за свој метод чувања сточне хране“.
Изумео је АИВ (према његовим иницијалима) силажу која је побољшала производњу млека и методу очувања маслаца, соли АИВ, што је довело до повећаног извоза финског маслаца.

## Лични живот
Виртанен је рођен у Хелсинкију у Финској, као син Карла Виртанена, машиновође и његове супруге Серафине Исотало.
Школско образовање завршио је у Класичном лицеју у Випурију (сада Виборг, Русија) у Финској. Оженио се 1920. године са ботаничарком Лиљом Моисио (1894—1972) и са њом имао два сина.
1933. купио је фарму у близини Хелсинкија где је неке своје научне резултате тестирао у пракси. У прекомерној производњи хране видео је само привремену појаву. Волео је једноставан живот, никада није имао свој аутомобил, никада није пушио и никада није конзумирао алкохол. Умро је од упале плућа у новембру 1973. године, након сломљене бутне кости од пада неколико недеља раније. Сахрањен је на гробљу Хиетаниеми, у Хелсинкију.

## Академски живот
Виртанен је започео студије хемије на Универзитету у Хелсинкију 1913. године, стекавши мастер и 1918. године докторат из органске хемије. 1919. године почео је да ради у лабораторијама компаније Валио, великог произвођача млечних производа, и постао је директор лабораторије 1920. године. Осећај да није у потпуности квалификован и следећи своје интересовање за ботанику и зоологију одвело га је до даљег научног образовања и тако је напустио Валио и студирао на ЕТХ у Цириху, Универзитету у Минстеру (Немачка) и Универзитету у Стокхолму, физичку хемију, хемију тла и микробиологију. 1923. године у Шведској је радио са Хансом фон Ојлер-Хелпином, који је 1929. године добио Нобелову награду за хемију. По повратку у Финску постао је предавач на Универзитету у Хелсинкију 1924. године, познат по предавањима из хемије живота. Радио је у лабораторији Удружења за извоз маслаца, које је постало лабораторија универзитета. 1930. године основан је Институт за биохемију и Виртанен је тамо остао до своје смрти 1973. године. Постао је професор биохемије на Технолошком универзитету у Хелсинкију 1931. и на Универзитету у Хелсинкију 1939.

## Каријера
Његова истраживања започета су радом на фосфорилацији хексоза 1924. године. Успео је да покаже да је фосфорилација први корак у многим реакцијама ферментације, што је био темељ тока Ембден-Мејерхоф (гликолизе).
1925. његово интересовање прешло је на бактерије које фиксирају азот у коренским чворовима махунарки. Побољшане методе конзервирања путера, додавањем динатријум фосфата за спречавање киселинске хидролизе. Ова метода се користила неколико деценија у Финској. Његова истраживања од 1925. до 1932. укључивала су проналазак методе конзервисања сточне хране (АИВ). Метода, патентирана 1932. године, у основи је била врста силаже која је побољшала складиштење зелене сточне хране, што је важно током дугих зима. Процес укључује додавање разблажене хлороводоничне или сумпорне киселине у ново ускладиштен материјал. Повећана киселост зауставља штетно врење и нема негативан утицај на хранљиву вредност сточне хране или на животиње којима се хране. Виртанен је 1945. године добио Нобелову награду за хемију „за своја истраживања и проналаске у пољопривредној и нутриционистичкој хемији“.
Његова каснија испитивања укључују развој делимично синтетичке сточне хране. Азот за синтезу аминокиселина обично долази из протеина у сточној храни. Посебно бактеријско окружење у бурагу говеда омогућава им употребу соли урее и амонијума као извора азота уместо биљних протеина попут соје или месног и коштаног брашна. Такође је био на челу лабораторије Валио од 1921–1969.

## Награде и почасти
Престиж додељен Нобеловом наградом донео је Виртанену позивнице, почасне докторате и чланство у страним академијама наука. Био је члан финске, норвешке, шведске, фламанске, баварске и папинске академије наука, те шведске и данске академије инжењерских наука. Био је почасни члан учених друштава у Финској, Шведској, Аустрији, Единбургу и САД и стекао почасне дипломе на универзитетима у Лунду, Паризу, Гајсену и Хелсинкију, Краљевском техничком колеџу у Стокхолму и Финском институту за Технологију.
По њему је назван астероид 1449 Виртанен, који је открио познати фински астроном и физичар Ирјо Ваисала. По њему је назван и лунарни кратер Виртанен.

## Галерија
- Део патентног дописа датог А.И. Виртанену и његовим сарадницима за метод силаже 1931
- Виртанен у својој лабораторији 1934
- Први чланови Финске академије, април 1948, Виртанен лево од Они Оконена са наочарима
- У својој лабораторији 1949
- Фински одбор за нуклеарну енергију презентира своју процену трошкова Министарству финансија Финске 1959, Виртанен десно
- Делегација у посети професору Виртанену на његов 70. рођендан 1965
- Поштанска марка из 1980